# Mario Feliciani
Mario Feliciani (né à Milan le 12 mars 1918 et mort à Barcelone le 11 août 2008) est un acteur et doubleur italien.

## Biographie
Mario Feliciani est né à Milan en 1918. Après avoir terminé ses études classiques, il a fréquenté l'Accademia dei Filodrammatici obtenant le diplôme,. Il fait ses débuts sur scène en 1941, avec la compagnie théâtrale Palcoscenico. Il fait ensuite partie de diverses compagnies, obtenant ses premiers succès personnels en 1946, avec le drame La luna è tramontata.
De 1947 à 1952, il est membre de la compagnie du Piccolo Teatro dirigée par Giorgio Strehler,. Il a également joué sur scène avec Vittorio Gassman, effectuant des tournées à l'étranger avec lui. Dans les années 1970, il revient au Piccolo Teatro pour deux œuvres, Santa Giovanna dei macelli (1970–1971) et Le case del vedovo (1975-1976).
Mario Feliciani était également très actif au cinéma, à la télévision, à la radio et dans le doublage,.
Divorcé de l'actrice Giuliana Pogliani, Feliciani s'est remarié avec l'actrice Vittoria Martello.

## Filmographie partielle
- 1943 : Il Paese senza pace de Leo Menardi : Conocchia
- 1952 : Vendetta... sarda de Mario Mattoli : Zio Porchiddu
- 1952 : Vengeance sarde (Vendetta... sarda) de Mario Mattoli
- 1952 : La Fille du diable (La figlia del diavolo) de Primo Zeglio : Domenico
- 1952 : Fratelli d'Italia de Ettore Manni : Cesare Battisti
- 1952 : Cinque poveri in automobile de Mario Mattoli.
- 1953 : Puccini : Enrico
- 1953 : Ivan (il figlio del diavolo bianco) (1953)
- 1954 : Ulysse (1954) : Eurimaco
- 1954 : Attila, fléau de Dieu (Attila, il flagello di Dio) de Pietro Francisci : Ippolito
- 1958 : Le Pigeon (I soliti ignoti) de Mario Monicelli
- 1959 : La Grande Guerre (La Grande Guerra) de Mario Monicelli
- 1960 : La Grande Pagaille (Tutti a Casa) de Luigi Comencini
- 1961 : Maciste contre le fantôme ( Maciste contro il vampiro) de Giacomo Gentilomo et Sergio Corbucci : sultan Abdul / Omar
- 1961 : Les Frères corses (I fratelli corsi) d'Anton Giulio Majano
- 1961 : Le Dernier des Vikings (L'ultimo dei Vikinghi) de Giacomo Gentilomo
- 1961 : Gordon, le chevalier des mers ( Gordon, il pirata nero) de Mario Costa
- 1961 : Les Guérilleros (I Briganti italiani) de Mario Camerini
- 1962 : La Nonne de Monza (La monaca di Monza) de Carmine Gallone : Don Martino de Leyva
- 1962 : L'Ombre de Zorro (I cento cavalieri) de Vittorio Cottafavi
- 1962 : La Flèche d'or d'Antonio Margheriti
- 1964 : Marchands d'esclaves (Anthar l’invincibile) de Antonio Margheriti
- 1965 : Casanova 70 de Mario Monicelli
- 1965 : Le Boeing décolle à seize heures (Il segreto del vestito rosso) de Silvio Amadio
- 1965 : Lady L. de Peter Ustinov : l'anarchiste italien
- 1966 : El Greco de Luciano Salce : Nino de Guevara
- 1966 : Le Commissaire Maigret à Pigalle (Maigret a Pigalle) de Mario Landi
- 1968 : Le Chevalier à la rose rouge (Rose rosse per Angelica) : Dr. Durand
- 1969 : L'Arbre de Noël de  Terence Young : Le docteur
- 1971 : Scandale à Rome (Roma Bene) de Carlo Lizzani : Teo Teopoulos
- 1971 : Comment entrer dans la mafia (Cose di Cosa Nostra) de Steno
- 1972 : Miroir magique (voix de doublage)
- 1974 : Il baco da seta de Mario Sequi
- 1978 : Un flic explosif (Un poliziotto scomodo) de Stelvio Massi
- 1981 : La Chartreuse de Parme (La Certosa di Parma), téléfilm de Mauro Bolognini : Monseigneur Landriani
- 1981 : Pierino, médecin de la Sécurité sociale de Giuliano Carnimeo : Dottor Tambroni
- 1981 : Le Lion du désert de Moustapha Akkad : Lobitto
- 1985 : Mes chers amis 3 (Amici miei atto III) de Nanni Loy : Generale Mastrostefano